# Saboyá (kommun)
Saboyá är en kommun i Colombia.   Den ligger i departementet Boyacá, i den centrala delen av landet, 120 km norr om huvudstaden Bogotá. Antalet invånare är 12 957.